# Општина Штефанештиј Де Жос (Илфов)
Штефанештиј Де Жос (рум. Ştefãneştii De Jos) општина је у Румунији у округу Илфов.
Oпштина се налази на надморској висини од 83 m.